# Ca la Pubilla
Ca la Pubilla és una obra de Montoliu de Lleida (Segrià) protegida com a Bé Cultural d'Interès Local.

## Descripció
Es tracta d'una casa entre mitgeres que consta de planta baixa i dos pisos. La coberta és de teula àrab a doble vessant amb carener paral·lel a la façana i un gran ràfec de rajol. Les obertures estan disposades de manera ordenada. A la planta baixa, situada al centre de la façana, trobem la porta d'accés a l'habitatge d'arc de mig punt adovellat i una finestra emmarcada amb pedra. Al primer pis hi ha un balcó amb barana de ferro i dues finestres amb arc rebaixat, una a cada costat. El balcó cobreix parcialment l'arc adovellat de l'entrada, ja que segurament va ser obert posteriorment. Al darrer pis, que correspondria a les golfes, trobem una finestra petita. La façana està arrebossada i pintada i deixa a la vista la pedra a la planta baixa.